# جولیان والش
جولیان والش (انگلیسی: Julian Walsh؛ زادهٔ ۱۸ سپتامبر ۱۹۹۶) ورزشکار دو و میدانی اهل جامائیکا است.